# Lewis Terman
Lewis Madison Terman (Condado de Johnson (Indiana), 15 de enero de 1877 - Palo Alto (California), 21 de diciembre de 1956) fue un psicólogo estadounidense, notable como pionero en psicología educativa a principios del siglo XX en la Universidad Stanford y conocido por haber editado el primer test de inteligencia en ser extensamente aplicado en los Estados Unidos: la escala de inteligencia Stanford-Binet. Fue un prominente eugenésico, miembro de la Human Betterment Foundation y presidente de la Asociación Estadounidense de Psicología.

## Biografía
Terman recibió un B.S., un B.Pd. (Licenciatura en Pedagogía) y un B.A. por el "Central Normal College" en 1894 y 1898. Posteriormente recibió un B.A. y una M.A. de la Universidad de Indiana en Bloomington, en 1903, así como un doctorado en filosofía por la Universidad de Clark en 1905.
Trabajó como director de una escuela en San Bernardino (California) en 1905, y como profesor en la Escuela Normal de Los Ángeles en 1907. En 1910 se unió al profesorado de la Universidad Stanford como profesor de psicología educativa por invitación de Ellwood Patterson Cubberley, y permaneció asociado con la Universidad hasta su muerte. Se desempeñó como presidente del consejo del departamento de psicología de 1922 a 1945.
En 1916 Terman publicó la Revisión Stanford de la escala Binet-Simon, basada en los estudios previos de los franceses Alfred Binet y Theodore Simon. Terman defendió el uso de su prueba revisada, conocido coloquialmente como Stanford-Binet, como herramienta de ayuda en la clasificación de niños con deficiencias. Hoy día aún se emplea dicha prueba, en su quinta revisión, como examen de inteligencia general para adultos y niños.
Durante la Primera Guerra Mundial, Terman sirvió en el ejército de Estados Unidos, realizando pruebas psicológicas junto con otros profesionales con el fin de categorizar a los reclutas. Estos recibían pruebas de inteligencia de una hora de duración, tras los cuales se les asignaba una puntuación en una escala de "A" a "E". Los que recibían categoría de "A" pasaban a la escuela de oficiales, mientras que los que eran categorizados como "D" o "E" perdían la posibilidad de recibir entrenamiento de oficial.
Esta fue la primera aplicación masiva de pruebas de inteligencia y CI a segmentos importantes de población. Tras la guerra, Terman y sus colegas empezaron a presionar para que se emplearan exámenes de inteligencia en los colegios, con el fin de mejorar la eficiencia del sistema educativo. Sin embargo, Mientras que Binet y Simon se proponían identificar a los niños con menor capacidad para conseguir que recibieran más atención, Terman proponía emplear el CI para clasificar a los niños según sus capacidades potenciales y situarles cuanto antes mejor en la línea de estudios adecuada al trabajo que podrían desarrollar de adultos; es decir, permitir el acceso a la universidad a los niños con mayor CI, y redirigir al aprendizaje de trabajos menos cualificados a los demás niños. Convencido de que el CI era hereditario, lo consideraba la mejor manera de predecir el éxito en la vida.
En la misma línea, administró pruebas en inglés a hispanohablantes y afroamericanos sin escolarización. De ello concluyó

Deficiencias de alto grado o marginales [...] son muy, muy comunes entre las familias hispano-índias y mexicanas del suroeste, y entre los negros. Su torpeza parece ser racial, o al menos inherente a las líneas familiares de las que provienen. [...] Los niños de estos grupos deberían ser segregados en clases separadas. [...]  No pueden manejar abstracciones, pero se les puede formar como trabajadores eficientes. [...] Desde un punto de vista eugenésico, suponen un grave problema debido a su reproducción inusualmente prolífica.

Terman aprobó la sugerencia de William Stern de que se aceptara como cociente de inteligencia o CI la fórmula (edad mental / edad cronológica) * 100. La mayoría de los exámenes de inteligencia modernos calculan el cociente de inteligencia de manera diferente.
En 1921 puso en marcha un programa a largo plazo para el estudio de los niños prodigio. Encontró que los niños superdotados no encajaban en los estereotipos existentes a menudo asociados con ellos: no eran débiles y enfermizos inadaptados sociales, sino que de hecho eran generalmente más altos, con mejor salud, mejor desarrollo físico, y una mejor adaptación social que los demás niños. Los niños incluidos en sus estudios eran llamados coloquialmente "termitas".
Terman más tarde se unió a la Human Betterment Foundation, con sede en Pasadena, un grupo eugenésico fundado por E. S. Gosney en 1928, que tenía como parte de su agenda la promoción y aplicación de la esterilización forzosa en California.

## Obras
- The Measurement of Intelligence (1916)
- The Use of Intelligence Tests (1916)
- The Stanford Achievement Test (1923)
- Genetic Studies of Genius (1925, 1947, 1959)
- Autobiography of Lewis Terman (1930)

## Reconocimientos
De la Universidad de Stanford ha dotado de una cátedra en su honor. Los titulares han incluido
Ronald N. Bracewell, Ingeniería Eléctrica
Ellen Markman, Psicología